# العلاقات الناوروية الميكرونيسية
العلاقات الناوروية الميكرونيسية هي العلاقات الثنائية التي تجمع بين ناورو وولايات ميكرونيسيا المتحدة.

## مقارنة بين البلدين
هذه مقارنة عامة ومرجعية للدولتين:
| وجه المقارنة                                              | ناورو                          | ولايات ميكرونيسيا المتحدة |
| --------------------------------------------------------- | ------------------------------ | ------------------------- |
| المساحة (كم2)                                             | 21                             | 702                       |
| عدد السكان (نسمة)                                         | 10.08 ألف                      | 105.54 ألف                |
| الكثافة السكانية (ن./كم²)                                 | 48.00 ألف                      | 15.03 ألف                 |
| العاصمة                                                   | ضاحية يارين                    | باليكير                   |
| اللغة الرسمية                                             | اللغة الناورونية، لغة إنجليزية | لغة إنجليزية              |
| العملة                                                    | دولار أسترالي                  | دولار أمريكي              |
| الناتج المحلي الإجمالي (بليون دولار)                      | 113.88 مليون                   | 336.43 مليون              |
| الناتج المحلي الإجمالي (تعادل القوة الشرائية) بليون دولار | 162.98 مليون                   | 365.27 مليون              |
| الناتج المحلي الإجمالي الاسمي للفرد دولار أمريكي          | 9.83 ألف                       | 3.02 ألف                  |
| الناتج المحلي الإجمالي للفرد دولار أمريكي                 |                                |                           |
| مؤشر التنمية البشرية                                      |                                | 0.640                     |
| رمز المكالمات الدولي                                      | +674                           | +691                      |
| رمز الإنترنت                                              | .nr                            | .fm                       |
| المنطقة الزمنية                                           | ت ع م+12:00                    |                           |

## منظمات دولية مشتركة
يشترك البلدان في عضوية مجموعة من المنظمات الدولية، منها:
| علم المنظمة | اسم المنظمة                                 | تاريخ انضمام ناورو | تاريخ انضمام ولايات ميكرونيسيا المتحدة |
| ----------- | ------------------------------------------- | ------------------ | -------------------------------------- |
|             | مجموعة دول أفريقيا والكاريبي والمحيط الهادئ | ?                  | ?                                      |
|             | يونسكو                                      | 17 أكتوبر 1996     | 19 أكتوبر 1999                         |
|             | بنك التنمية الآسيوي                         | 1991               | 1990                                   |
|             | منظمة حظر الأسلحة الكيميائية                | ?                  | ?                                      |
|             | تحالف الدول الجزرية الصغيرة                 | ?                  | ?                                      |
|             | الأمم المتحدة                               | 14 سبتمبر 1999     | 17 سبتمبر 1991                         |
|             | الاتحاد الدولي للاتصالات                    | 10 يونيو 1969      | 18 مارس 1993                           |